# Агнес фон Хесен
Вижте пояснителната страница за други личности с името Агнес фон Хесен.
Агнес фон Хесен (на немски: Agnes von Hessen; * 1391; † 16 януари 1471, Мюнден) е принцеса от Ландграфство Хесен и чрез женитба херцогиня на Херцогство Брауншвайг-Люнебург и княгиня на Гьотинген.

## Живот
Дъщеря е на ландграф Херман II фон Хесен (1341 – 1413) и втората му съпруга Маргарета от Хоенцолерн-Нюрнберг (1367 – 1406), дъщеря на бургграф Фридрих V фон Нюрнберг († 1398).
Агнес се омъжва през 1406 г. в Марбург за Ото II от Брауншвайг-Гьотинген (1380 – 1463) от род Велфи, херцог на Брауншвайг-Люнебург и княз на Гьотинген. Той първо трябвало да се ожени за нейната сестра Елизабет (* 1388; † 22 юли1394), но тя умира малко преди сватбата. Двамата имат две дъщери:
- Елизабет (умира рано)
- Магарета, омъжва се 1425 г. за херцог Хайнрих фон Шлезвиг